# Řendějov
Řendějov (německy Rendejow) je obec v okrese Kutná Hora ve Středočeském kraji. Leží asi tři kilometry severně od Zruče nad Sázavou. Žije v ní 251 obyvatel.

## Historie
První písemná zmínka o obci pochází z roku 1380.
Ve vsi Řendějov (přísl. Jiřice, Nový Samechov, Starý Samechov, 587 obyvatel) byly v roce 1932 evidovány tyto živnosti a obchody: cihelna, 4 hostince, 2 kováři, krejčí, obchod se smíšeným zbožím, obuvník, spořitelní a záložní spolek pro Řendějov, 4 trafiky, 2 truhláři.

## Obyvatelstvo
| Rok            | 1869 | 1880 | 1890 | 1900 | 1910 | 1921 | 1930 | 1950 | 1961 | 1970 | 1980 | 1991 | 2001 | 2011 | 2021 |
| -------------- | ---- | ---- | ---- | ---- | ---- | ---- | ---- | ---- | ---- | ---- | ---- | ---- | ---- | ---- | ---- |
| Počet obyvatel | 715  | 684  | 611  | 648  | 589  | 587  | 503  | 419  | 412  | 354  | 315  | 275  | 258  | 248  | 215  |
| Počet domů     | 100  | 103  | 107  | 108  | 103  | 105  | 108  | 106  | 101  | 100  | 98   | 109  | 125  | 126  | 136  |

## Obecní správa

### Územněsprávní začlenění
Dějiny územněsprávního začleňování zahrnují období od roku 1850 do současnosti. V chronologickém přehledu je uvedena územně administrativní příslušnost obce v roce, kdy ke změně došlo:
- 1850 země česká, kraj Pardubice, politický okres Kolín, soudní okres Uhlířské Janovice[7]
- 1855 země česká, kraj Čáslav, soudní okres Uhlířské Janovice
- 1868 země česká, politický okres Kutná Hora, soudní okres Uhlířské Janovice
- 1939 země česká, Oberlandrat Kolín, politický okres Kutná Hora, soudní okres Uhlířské Janovice[8]
- 1942 země česká, Oberlandrat Praha, politický okres Kutná Hora, soudní okres Uhlířské Janovice[9]
- 1945 země česká, správní okres Kutná Hora, soudní okres Uhlířské Janovice[10]
- 1949 Pražský kraj, okres Kutná Hora[11]
- 1960 Středočeský kraj, okres Kutná Hora
- 2003 Středočeský kraj, obec s rozšířenou působností Kutná Hora

### Části obce
- Řendějov
- Jiřice
- Nový Samechov
- Starý Samechov

## Doprava
Dopravní síť
- Pozemní komunikace – Do obce vedou silnice III. třídy. Ve vzdálenosti jeden kilometr lze najet na silnici II/336 Uhlířské Janovice - Zruč nad Sázavou.

- Železnice – Železniční trať ani stanice na území obce nejsou.

Veřejná doprava 2011
- Autobusová doprava – Obcí projížděla autobusová linka Uhlířské Janovice-Čestín-Řendějov-Zruč nad Sázavou (v pracovní dny 5 spojů) (dopravce Veolia Transport Východní Čechy). O víkendu byla obec bez dopravní obsluhy.

## Pamětihodnosti
- Venkovská usedlost čp. 7

## Galerie

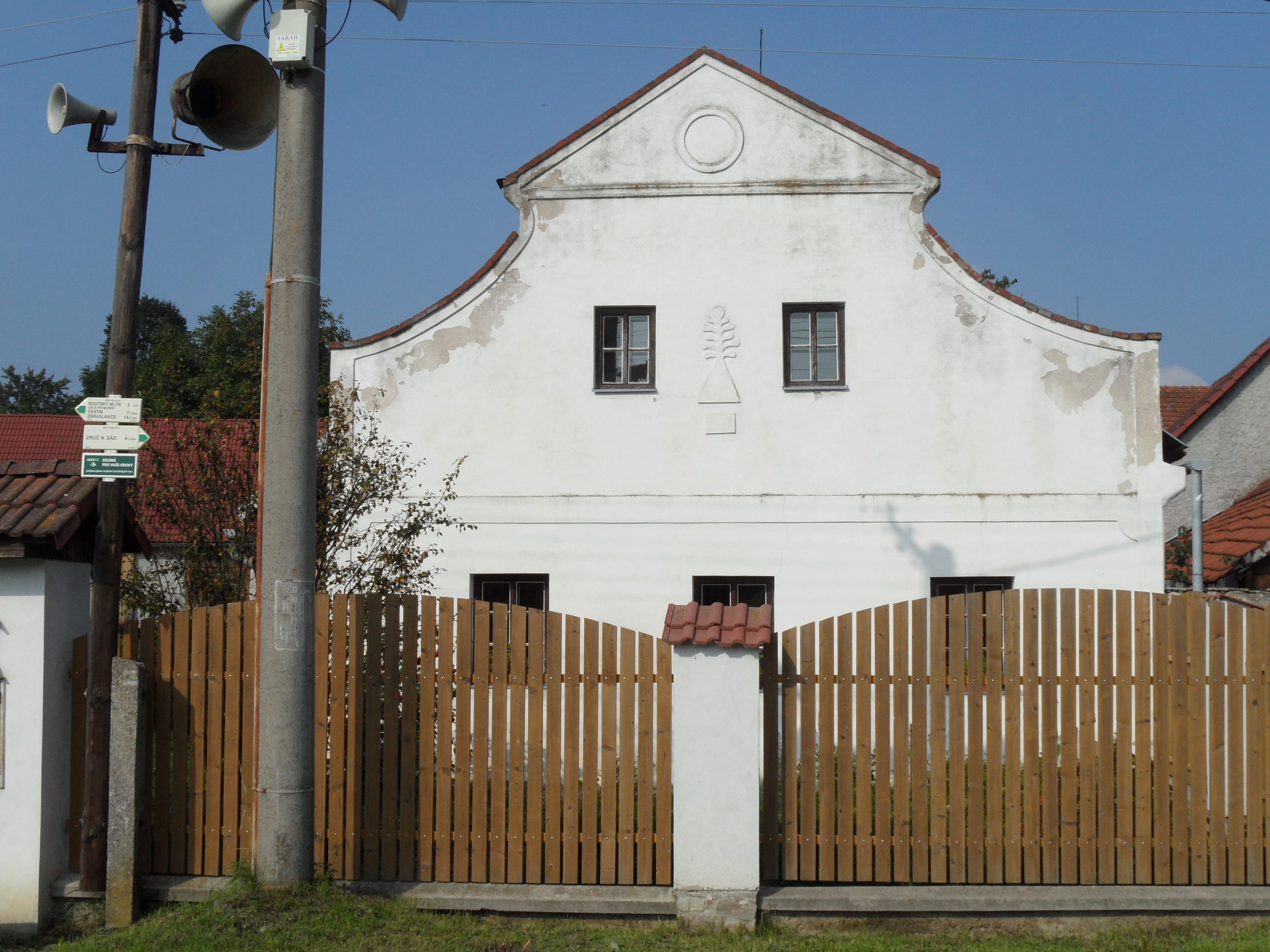
Dům se štítem
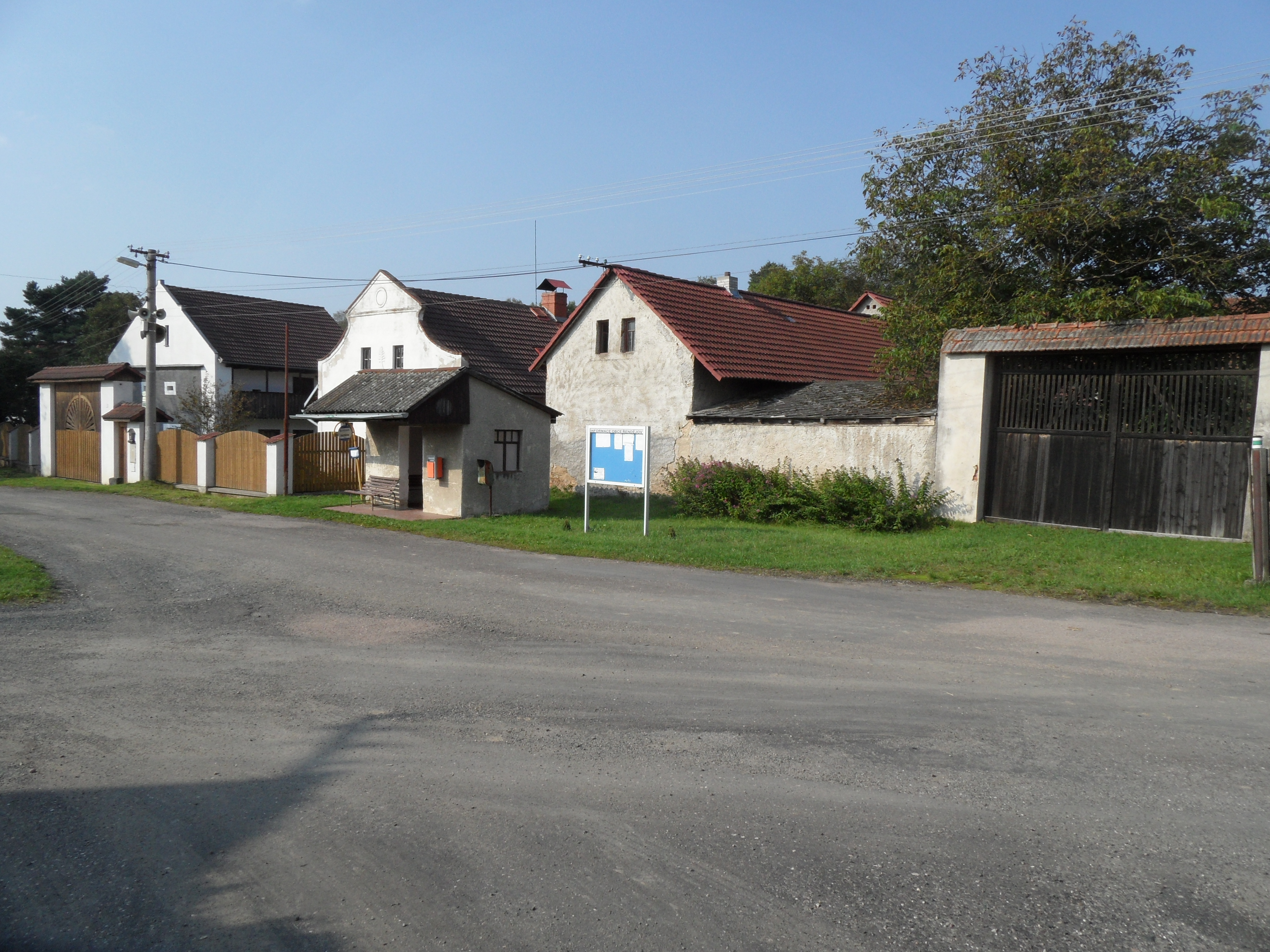
Domy u křižovatky
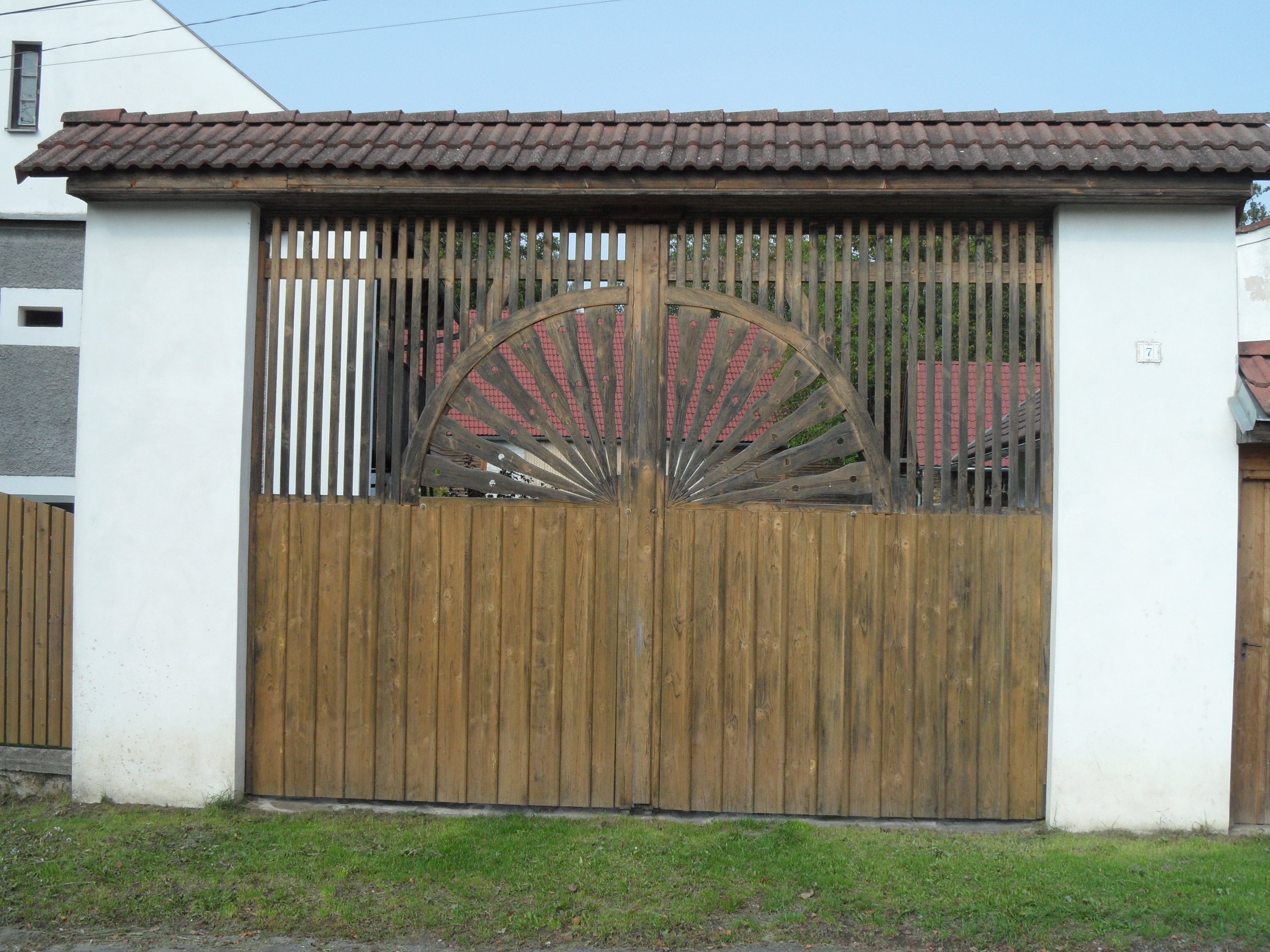
Detail brány jednoho domu
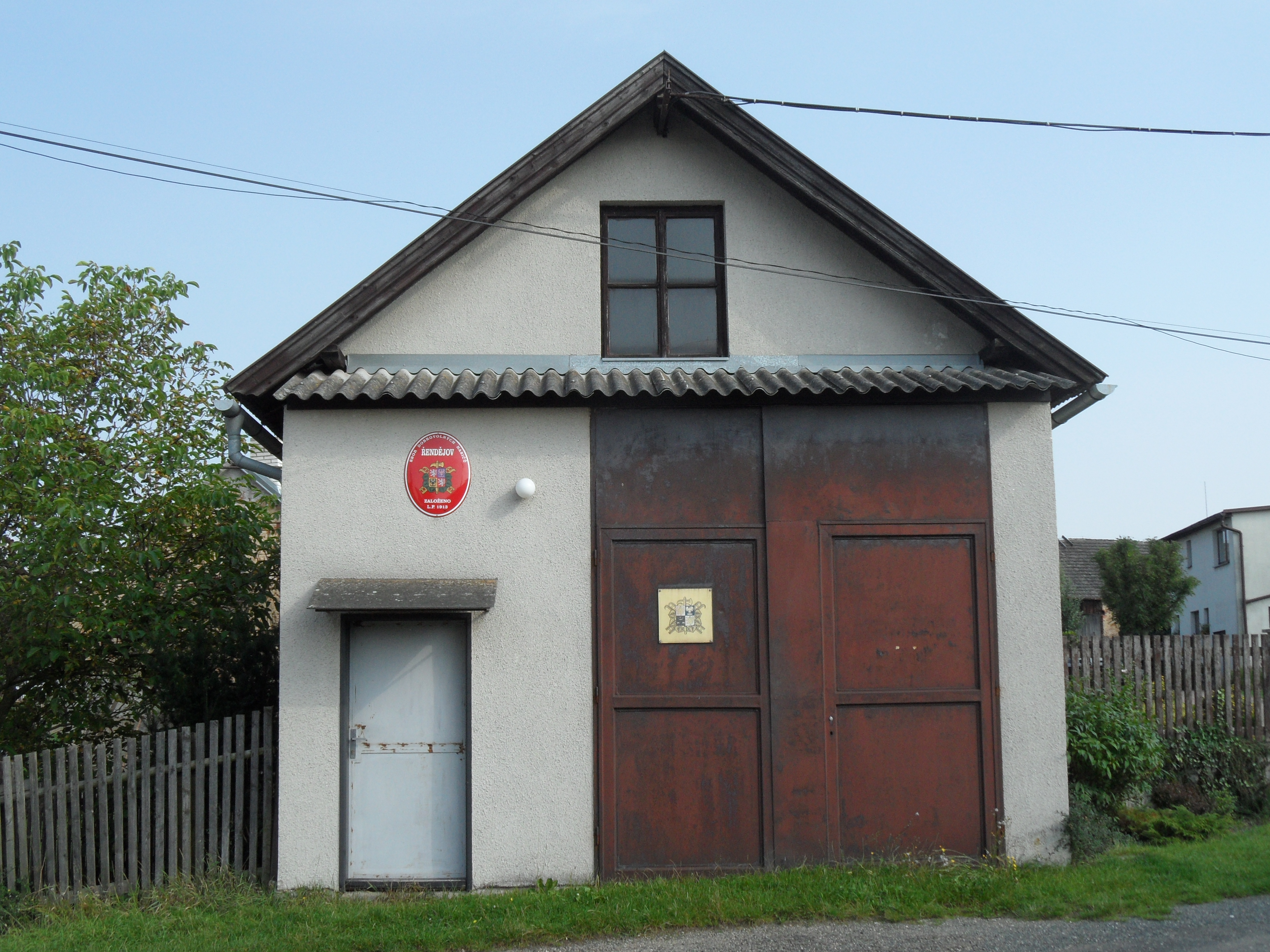
Hasičská zbrojnice
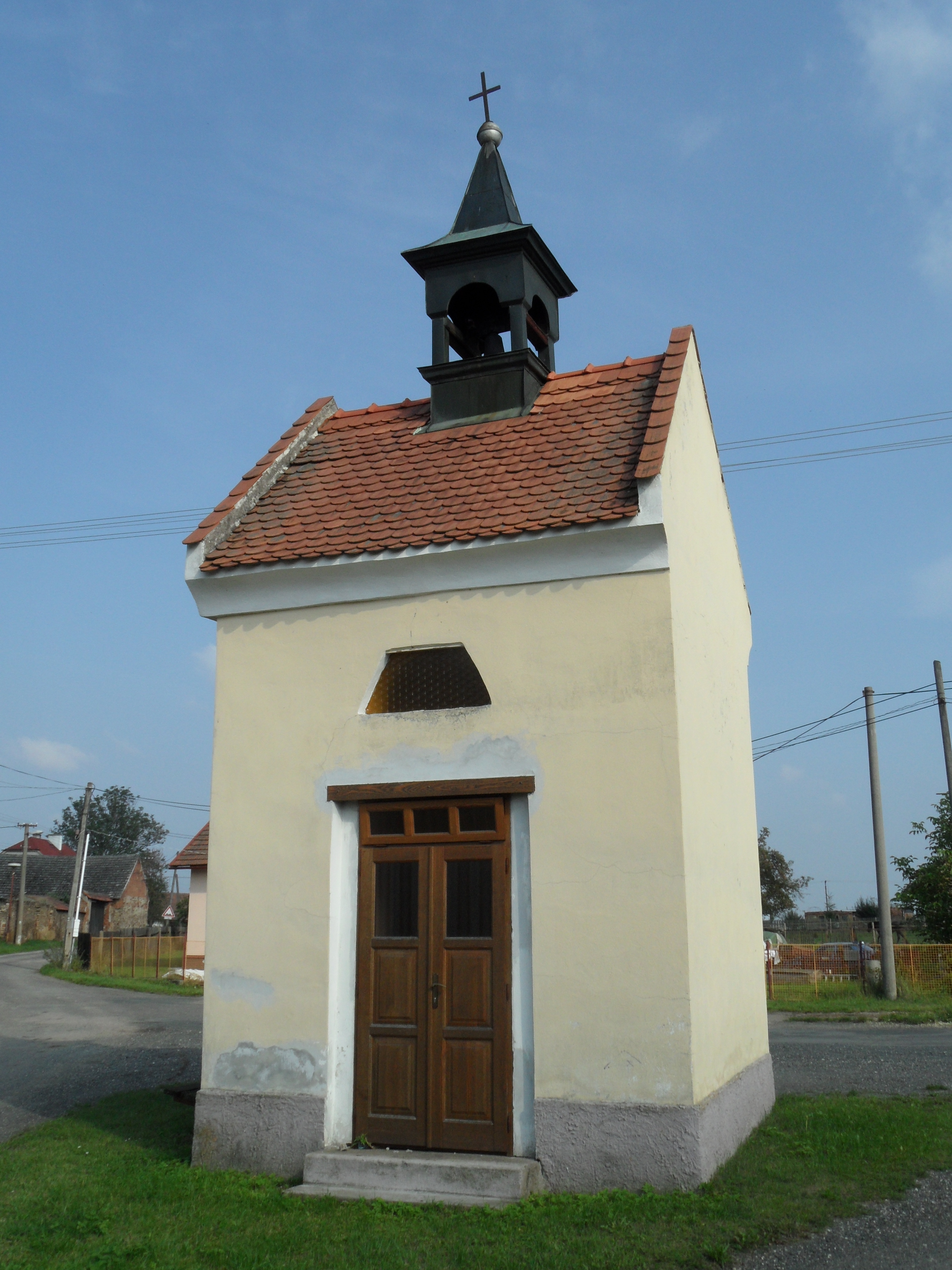
Kaplička se zvoničkou